# Elias James Corey
Elias James Corey, ameriški kemik, * 12. julij 1928, Methuen, Massachusetts, ZDA. 
Eliasa Jamesa Coreyja uvrščajo med najpomembnejše kemike vseh časov. Doktoriral je leta 1951 na Tehnološkem inštitutu Massachusettsa (MIT). Od leta 1959 poučuje in raziskuje na Univerzi Harvard, kjer je trenutno profesor za organsko kemijo. 
Elias James Corey je eden pionirjev organske sinteze. Po njem so imenovane številne reakcije s področja sintetične organske kemije, med drugim Corey-Fuchsova reakcija, Corey-Kimova oksidacija in Corey-Winterjeva sinteza olefina. Prvič je zaslovel ob koncu 60. let 20. stoletja po sintezah prostaglandinov. V letu 1990 je za svoje dosežke na področju teorije in metodologije organske sinteze, specifično retrosintetične analize prejel Nobelovo nagrado za kemijo. V letu 2004 je prejel najvišje priznanje Ameriškega kemijskega društva, Priestleyjevo medaljo. 